# Trachea mancilla
Trachea mancilla là một loài bướm đêm trong họ Noctuidae.